# Фаи
Фаите (на испански: Las Fallas) са официален празник в област Валенсия, Испания. Провеждат се ежегодно от 14 до 19 март във Валенсия, Аликанте, Кастейон и мнозинството от по-малките градове и села в Област Валенсия (Испания).

## История
Смята се че произхода на този празник е средновековната традиция през пролетта да се изнасят на улиците и изгарят всички стари мебели, вещи и дюшеци от сено, ползвани през есента и зимата. В средата на 19 в., общината във Валенсия взима решение да забрани традиционните палежи на стари мебели и вещи по улиците, като задължава гражданите да ги изнасят извън града. В началото на 20 век, Общината решава да възроди традицията, но видоизменена-палежите могат да се провеждат, но само ако купчините боклуци добият приемлив и неокаян вид. Наместо обичайните стари и мръсни предмети, дюшеци и мебели, по улиците изникват странни фигури, направени от същите материали. Това са и първите Фаи.

## Туризъм
Днес Фаите са се превърнали в изцяло туристическа атракция, произведения на изкуството, привличаща милиони туристи всяка година. За 2008 година за създаването на гигантските фигури са отишли близо 9,7 милиона евро само за провинция Валенсия (или около 30 милиона евро за цялата област Валенсия), като фаята-победител за пета поредна година е фаята на квартал „Ноу Кампанар“, струвала за 2008 г. 900 000 евро .
Всички фаи, по традиция се изгарят точно в полунощ на 19 срещу 20 март, като Фаята-победител получава привилегията да бъде изгорена 1 час по-късно (в 1 часа след полунощ).
Любопитен факт е че всяка година, една от малките фаи получава от файерското жури специална награда – правото да не бъде изгорена и се съхранява в Музея на Фаите във Валенсия.
Фаите са единственото време през годината, в което са разрешени пиратките – всеки гърми с каквото може и колкото може. 5 дни много музика (безспирни духови оркестри обикалят всички квартали на градовете в областта от 8:00 сутринта до 12 вечерта), танци, цветя (прави се близо 10 метрова статуя на Дева Мария само от червени и бели рози и карамфили на площада пред катедралата във Валенсия), състезания – за най-оригинална Фая, най-впечатляващо пиротехническо шоу (на испански: mascleta), най-ефектна заря и т.н., туристи и разбира се паеля.
През 2017 година българка ще бъде главна файера на една от фаите в град Валенсия.